# Formula One Teams Association
La Formula One Teams Association (FOTA) era un'associazione di scuderie di Formula 1, formatasi a Maranello il 29 luglio 2008, che raccoglieva fino al 2010 tutti i team impegnati nel mondiale ed è stata guidata dalla fondazione al marzo 2010 dal presidente Ferrari, Luca Cordero di Montezemolo a cui è seguito Martin Whitmarsh, direttore tecnico della McLaren. Dopo la fuoriuscita di Ferrari, Red Bull, Sauber, Toro Rosso e HRT, nell'associazione erano rimasti gli altri sette team partecipanti al mondiale.
Questa organizzazione doveva fornire alle squadre l'opportunità di formare un'unica voce nelle discussioni con la FIA riguardanti molteplici tematiche. Anno dopo anno, il primo obiettivo della FOTA è stato quello di raggiungere e rinnovare i termini del Patto della Concordia, il contratto commerciale che di fatto disciplina il campionato della massima serie delle monoposto.
Il 28 febbraio 2014 il segretario generale, Oliver Weingarten, ne ha annunciato la dissoluzione sulla base di una scelta dei suoi membri che hanno giudicato ormai variato il panorama della Formula 1.

## Presidenti della FOTA
- Luca Cordero di Montezemolo,  Ferrari (2008-2010)
- Martin Whitmarsh,  McLaren (2010-2014)

## Segretari generali della FOTA
- Simone Perillo (2008-2011)
- Oliver Weingarten (2011-2014)

## I membri della FOTA
| Scuderia    | Sede                     |
| ----------- | ------------------------ |
| Force India | Silverstone, Regno Unito |
| Caterham    | Hingham, Regno Unito     |
| McLaren     | Woking, Regno Unito      |
| Mercedes    | Brackley, Regno Unito    |
| Lotus       | Enstone, Regno Unito     |
| Marussia    | Dinnington, Regno Unito  |
| Williams    | Grove, Regno Unito       |

L'Hispania Racing F1 Team ne è uscita alla fine del 2010, poiché sospesa per non aver pagato la quota annuale e da quel momento non vi è più rientrata.
La Ferrari e la Red Bull Racing, il 2 dicembre 2011 comunicarono di uscire dall'associazione in seguito alla disputa sulla ridefinizione dei vincoli del patto sulla riduzione delle risorse. Il 7 dicembre anche la Sauber annunciò la sua uscita dall'associazione, e in seguito il team italiano Toro Rosso fece altrettanto.

## Azioni e proposte
Durante i primi mesi e specialmente durante il primo anno di attività, dopo aver consolidato la struttura organizzativa nella sede di Ginevra ad opera del suo primo segretario generale Simone Perillo, la FOTA aveva già mosso i primi passi verso un rilancio della Formula 1. Dalla sua creazione nel luglio 2008, la FOTA e la FIA avevano già accettato alcune misure per attuare quest'ultimo: fra i tanti, la riduzione dei costi per la stagione 2009 e l'introduzione su tutte le monoposto di dispositivi di recupero dell'energia (Kers). L'intervento è volto a diminuire lo spreco di risorse data la crisi economica globale, la massiccia fuga di sponsor ed il faraonico impatto visivo che ogni scuderia mostrava al pubblico ad ogni Gran Premio.
Gli impegni successivi dovevano riguardare proposte per mantenere la F1 al vertice della tecnologia nello sport automobilistico sotto ogni profilo e quello di accrescere lo spettacolo, negli ultimi anni abbastanza latente, anche attraverso l'ausilio di nuovi canali quali il web.
L'organizzazione dei team chiedeva fra l'altro un nuovo sistema di punti: secondo quanto proposto dalla FOTA, al vincitore di un Gran Premio sarebbero andati 12 punti anziché i 10 del tempo, mentre al secondo classificato sarebbero stati assegnati 9 punti invece di 8. Al terzo sarebbero andati 7 punti, mentre dalla quarta all'ottava posizione i punti sarebbero stati assegnati secondo un sistema decrescente (5-4-3-2-1). La mozione era stata approvata all'unanimità dai team ma non ha ottenuto egual consenso, il 17 marzo 2009, dalla FOM, la quale ha optato per un sistema di punteggio più "estremo": 25 punti al primo, 18 punti al secondo, 15 punti al terzo, 12 punti al quarto e poi 10, 8, 6, 4, 2, 1 fino alla decima posizione.
Inoltre, secondo le proposte della FOTA dal 2010 al 2012 doveva essere congelato lo sviluppo dei cambi, i freni dovevano essere omologati e si prevedeva un sistema di recupero dell'energia unico per tutte le scuderie così come è successo per la centralina elettronica nel 2008. Per ultimo, sul finire della stagione 2012, doveva essere formalizzato un nuovo Patto della Concordia.
Durante una riunione ufficiale tenutasi a Londra il 20 marzo 2009, la FIA decise di revocare le decisioni intraprese circa la proposta di una modifica del regolamento che avrebbe assegnato il titolo mondiale al pilota che, nel corso dell campionato, avesse totalizzato più vittorie. L'energica opposizione di gran parte dei team partecipanti portò alla decisione di rimandare la discussione di una eventuale modifica del regolamento fino all'apertura del mondiale 2010.

### La guerra con la FIA sul "budget cap"
La FIA propose nel 2009 di introdurre dal 2010 un budget cap, ossia una limitazione nelle spese effettuate dalle scuderie per partecipare al campionato, al fine di garantire un più alto numero di partecipanti. Il 29 maggio 2009 è stabilito come termine ultimo per l'iscrizione al campionato stesso. La FOTA contestò tale norma in quanto inapplicabile e perché avrebbe di fatto introdotto nel Campionato due categorie di vetture, visto che i team favorevoli al budget cap avrebbero avuto meno limitazioni regolamentari. Per tale ragione la FOTA decise di non iscrivere le proprie scuderie.
La Williams fu sospesa dall'organizzazione in seguito alla richiesta d'iscrizione al campionato del mondo 2010, inviata il 25 maggio 2009 alla FIA. Il 29 maggio, data dell'ultimo termine utile per l'iscrizione al campionato 2010, tutti i team della FOTA decisero di iscriversi con riserva (dovevano essere riviste alcune delle nuove regole): in particolare il regolamento in vigore nella stagione 2009 non doveva subire cambiamenti, tranne per le parti su cui si è già raggiunto un accordo fra la FIA e la FOTA. In più era richiesta la sottoscrizione del Patto della Concordia entro il 12 giugno. Successivamente anche la Force India, come la Williams, decise di iscriversi al campionato senza condizioni.
Per questo motivo la FOTA decise, in seguito, di infliggere una multa di 50 milioni di dollari a chiunque altro avesse deciso di abbandonare la posizione dell'associazione per iscriversi al campionato 2010 senza riserve.
Dopo un incontro avvenuto nella sede della Renault a Enstone in Regno Unito il 18 giugno 2009, gli otto team della FOTA decisero di rigettare definitivamente le proposte della FIA in merito al campionato 2010, e annunciarono la volontà di creare un campionato alternativo.
Tuttavia, a seguito di un nuovo incontro fra membri di FIA e FOTA, nel Consiglio Mondiale della FIA di Parigi del 24 giugno 2009, presieduto da Max Mosley e a cui prese parte anche Luca Cordero di Montezemolo, si raggiunse l'accordo, secondo cui il regolamento del mondiale di Formula 1 2010 sarebbe rimasto inalterato rispetto a quello del 2009.
Dopo una riunione sul futuro della F1 tenuta a Monza il 9 settembre 2009 venne decisa la riammissione di Force India e Williams nell'organizzazione.

### Le divergenze sulResource Restriction Agreement
Il 2 dicembre 2011 la Scuderia Ferrari e la Red Bull Racing resero nota la volontà di abbandonare la FOTA in seguito ad un eccessivo stallo nell'attuazione dei propositi che tre anni prima avevano dato vita all'associazione stessa. Le due scuderie si erano riservate di continuare a collaborare con gli altri team, ma intendevano attuare un più veloce e costruttivo dialogo direttamente con la FIA e il patron della Formula 1, Bernie Ecclestone, per ottenere in tempi più brevi accordi miranti al raggiungimento di interessi dall'importanza comune. La scelta era dovuta alle polemiche sull'applicazione del Resource Restriction Agreement, l'accordo sul tetto del budget.